# Greta Zocca
Greta Zocca (* 27. Dezember 1974 in Vicenza) ist eine ehemalige italienische Radrennfahrerin.

## Sportliche Laufbahn
1994 gewann Greta Zocca den Gran Premio della Liberazione Donne, im Jahr darauf den Giro della Toscana. Nach einer längeren Rennpause entschied sie im Jahr 2000 unter anderem den Gran Premio della Liberazione Donne erneut für sich sowie eine Etappe der Grande Boucle Féminine. 2001 siegte sie auf vier Etappen des Giro d’Italia Femminile und wurde italienische Straßen-Meisterin.
Nach dem Ende ihrer aktiven Radsport-Laufbahn wurde Greta Zocca in ihrer Heimatstadt als Polizistin tätig, so etwa als Bürgerbeamtin auf dem Rad.

## Erfolge
1994
- Gran Premio della Liberazione Donne

1995
- Giro della Toscana

2000
- eine Etappe Grande Boucle Féminine
- Giro del Lago Maggiore
- Gran Premio della Liberazione Donne
- Carnevale d’Europa

2001
- vier Etappen Giro d’Italia Femminile
- Italienische Meisterin – Straßenrennen

## Teams
- 2000–2001 Gas Sport Team
- 2002 Figurella Dream Team